# Au mépris des lois
Pour plus de détails, voir Fiche technique et Distribution.
Au mépris des lois (titre original : The Battle at Apache Pass) est un film américain de George Sherman, sorti en 1952.

## Synopsis
Au moment où Indiens et Blancs sont sur le point de faire la paix, grâce aux efforts du Chef Cochise et du Major Colton, un conseiller aux affaires indiennes fait tout pour raviver le conflit.

## Fiche technique
- Titre original : The Battle at Apache Pass
- Réalisation : George Sherman
- Scénario : Gerald Drayson Adams d'après une histoire de Gerald Drayson Adams
- Directeur de la photographie : Charles Boyle
- Montage : Ted J. Kent
- Musique originale : Hans J. Salter
- Costumes : Rosemary Odell
- Production : Leonard Goldstein
- Genre : Western
- Pays de production :  États-Unis
- Durée : 85 minutes
- Dates de sortie :
  - États-Unis : 9 mai 1952 (New York)
  - Allemagne de l'Ouest : 5 décembre 1952

## Distribution
- John Lund (VF : Jean-Claude Michel) : Major Jim Colton
- Jeff Chandler (VF : Rene Arrieu) : Chef Cochise
- Susan Cabot : Nono
- Bruce Cowling (VF : Maurice Dorléac) : Neil Baylor
- Beverly Tyler (VF : Nicole Vervil) : Mary Kearney
- Richard Egan (VF : Claude Bertrand) : Sergent Reuben Bernard
- Jay Silverheels (VF : Jean Violette) : Geronimo
- John Hudson : Lieutenant George Bascom
- Jack Elam : Mescal Jack
- Regis Toomey : Dr Carter
- Tommy Cook : Little Erk
- Hugh O'Brian (VF : Roger Rudel) : Lieutenant Robert Harley
- James Best : Capitaine Hassett
- Richard Garland : George Culver
- Palmer Lee : Joe Bent